# Kokone
Kokone（产品名《Vocaloid 3 Kokone》）是由日本软件公司Internet发行于2014年2月14日的Vocaloid歌聲庫，支持Windows和macOS。此部歌聲庫收录语言为日语，适用于Vocaloid 3 Editor及更高版本。Internet公布推荐节奏为每分钟60至170拍，推荐音域为D2至D5，是在与Internet發行的所有Vocaloid歌聲庫中最為廣闊的，可以表現出平滑透澈的低音與近似假音的高音。此外，产品附带精简版编辑器Tiny Vocaloid 3 Editor。
Kokone的虚拟形象是由日本插畫師AkkeyJin（あっきー人）创作，人物有着深棕色的头发和浅棕色的瞳孔，穿着风格类似初音未来，上身是粉色缝边的白衣，迷你裙是靛蓝色的，佩有腰包。名称的解释是「歌声扣人心弦的正统派女歌手」。

## 試聽歌曲
1. 〈想歌百景〉／3分51秒，VocaListener Ver.／黒田亜津作词曲[4]
2. 〈想歌百景〉／3分51秒，无VocaListener Ver.[5]
3. 〈Nervous〉／3分4秒／芦名Eri作词曲，芦名Eri和Trilogic编曲[6]
4. 〈Cry for the Star〉／5分17秒／奏作词曲[7]
5. 〈心響 First Impression〉／1分56秒[8]

## 外部連結
- 官方网站 （日語）